# Филинна
Филинна (др.-греч. Φίλιννα, IV век до н. э.) — жена македонского царя Филиппа II, мать Арридея, который наследовал царский титул после смерти Александра Македонского.
Филинна, предположительно, происходила из фессалийского аристократичесого рода Алевадов. В 358 или начале 357 года до н. э. Филинну выдали замуж за царя Македонии Филиппа II. Брак был династическим, так как предполагал помощь Филиппа II фессалийцам в их войне с ферскими тиранами, в то время как Филипп II усиливал своё влияние в Фессалии. Вскоре Филинна родила сына Арридея, а затем, в том же 357 году до н. э., Филипп II взял в жёны Олимпиаду. Предположительно, между женщинами существовал конфликт, который завершился упрочением влияния Олимпиады при македонском дворе. Дальнейшая судьба Филинны достоверно неизвестна, предполагает существование различных гипотез.

## Биография
Филинна родилась в фессалийском городе Ларисе и, предположительно, происходила из аристократичесого рода Алевадов. Античные свидетельства о том, что в молодости Филинна была «танцовщицей» и «распутницей» являются недостоверными, следствием пропаганды тех сподвижников Александра Македонского, которые после смерти царя выступали против права наследования со стороны его единокровного брата сына Филинны Арридея. Также, по одной из версий, называя Филинну «распутницей» древние авторы критиковали полигамные отношения при дворе македонского царя.
В 358 или начале 357 года до н. э. Филинну выдали замуж за царя Македонии Филиппа II. Этот династический брак был нужен Филиппу II, чтобы породниться с правящим фессалийским родом Алевадов. Алевады, в свою очередь, нуждались в союзе с Македонией для защиты от ферских тиранов. Возможно, вместе с Филинной Филипп II получил гражданство главного фессалийского города Ларисы, что впоследствии поволило ему стать «архонтом» Фессалийского союза. К времени свадьбы Филинны относится первый поход Филиппа II в Фессалию, когда македоняне разбили войско ферских тиранов Тисифона и Ликофрона, заставив их прекратить наступление на свободные фессалийские города. Впоследствии Филипп II также женился на фессалийке Никесиполиде, которая, согласно античным авторам, была родственницей ферским тиранам. Таким образом, с помощью династических браков Филипп II смог расположить к себе две противоборствующие части фессалийского общества.
Для македонских царей полигамия была обычным явлением. На короткое время Филинна стала главной супругой Филиппа II, особенно после рождения первенца Арридея, предположительно, в 357 году до н. э. Вскоре она уступила роль главной женщины при македонском дворе очередной жене Филиппа II Олимпиаде. Возможно, это было связано с более высоким происхождением и политическим влиянием семьи Олимпиады, которая правила Эпирским царством. Возможно, такой статус Олимпиады был частью брачного договора между Филиппом II и её опекуном царём Аррибом. Также Арриб мог выторговать признание сына Олимпиады наследником македонского престола. Одновременно нельзя исключить особую искушённость Олимпиады в интригах при македонском дворе вследствие чего Филинна утратила всё своё прежнее влияние.
По одной из версий, пока сын Филинны Арридей и Олимпиады Александр были маленькими Филинна и Олимпиада стремились обеспечить своему ребёнку статус престолонаследника, что предполагало конфликт. Впоследствии, когда оказалось, что Арридей не может править по состоянию здоровья (античные авторы называли его слабоумным), вопрос решился сам собой. Й. Уортингтон отметил, что природа заболевания Арридея неизвестна, однако привёл три гипотезы. Возможно, у ребёнка проявилась эпилепсия. Также, не исключено, что ребёнок травмировался, либо, как указывали античные авторы, был отравлен Олимпиадой. Возможно, в данной легенде нашло отображение соперничество двух жён Филиппа II.
Й. Уортингтон отмечал, что о дальнейшей судьбе Филинны практически ничего неизвестно, и, вероятно, по мнению историка, положение Филинны при македонском дворе мало отличалось от статуса наложницы. Э. Кэрни лишь констатировала, что античные источники не упоминают Филинну после рождения Арридея.
Отдельная, связанная с именем Филинны, дискуссия в историографии касается фрагмента из трактата Арриана «После Александра», где Амфимах назван братом нового царя Арридея. Г. Берве воспринял этот фрагмент дословно, предположив, что Амфимах был братом царя Филиппа III Арридея (при воцарении Арридей взял имя Филиппа) и сыном Филинны от первого брака. Д. Огден даже предположил, что наличие у Филинны ребёнка от первого брака стало одним из факторов из-за которых роль престолонаследника отошла к Александру. Другие историки, в том числе К. Ю. Белох и В. Хеккель, высказали мнение, что Амфимах был братом тёзки царя военачальника Арридея, которого Арриан ошибочно перепутал с монархом. Они подчёркивали, что двух Арридеев спутал также Юстин при описании перевозки тела Александра Македонского в Египет. А. Миус отметил, что у историков недостаточно информации, чтобы подтвердить или опровергнуть какую-либо из этих версий.

### Исследования
- Киляшова К. А. Политическая роль женщин при дворе македонских царей династии Аргеадов. Диссертация на соискание учёной степени кандидата исторических наук / Научный руководитель доктор исторических наук, профессор Э. В. Рунг. — Казань: Казанский (Приволжский) федеральный университет, 2018.
- Уортингтон Й[нем.]. Филипп II Македонский. — СПб. — М.: Евразия — ИД Клио, 2014. — 400 с. — ISBN 978-5-91852-053-6.
- Фролов Э. Д. Греция в эпоху поздней классики (Общество. Личность. Власть). — СПб.: Издательский Центр «Гуманитарная Академия», 2001. — 602 с. — (Studia classica). — ISBN 5-93762-013-5.
- Berve H. Das Alexanderreich auf prosopographischer Grundlage (нем.). — München: C. H. Beck`sche Verlagsbuchhandlung, 1926. — Vol. 2.
- Carney E. D.[англ.]. Women and Monarchy in Macedonia (англ.). — Norman: University of Oklahoma Press, 2000. — ISBN 0-8061-3212-4.
- Carney E. D.[англ.]. Olympias. Mother of Alexander the Great (англ.). — New York • London: Routledge, 2006. — 221 p. — (Women of the Ancient World). — ISBN 0-415-33316-4.
- Greenwalt W. The Search for Arrhidaeus (англ.) // The Ancient World. — 1984. — Vol. 10. — P. 69—77.
- Hammond N. G. L., Griffith G. T. A History of Macedonia (англ.). — Oxford: Clarendon Press, 1979. — Vol. II: 550-336 B.C.. — ISBN 0-l9-814814-3.
- Hammond N. G. L. Philip of Macedon (англ.). — Baltimore: The John Hopkins University Press, 1994. — ISBN 0-8018-4927-6.
- Heckel W. Who's Who in the Age of Alexander and his Successors. From Chaironea to Ipsos (338—301 BC) (англ.). — Barnsley: Greenhill Books, 2021. — 554 p. — ISBN 978-1-78438-648-1.
- Martin T. A Phantom Fragment of Theopompus and Philip II's First Campaign in Thessaly (англ.) // Harvard Studies in Classical Philology. — Department of the Classics, Harvard University, 1982. — Vol. 86. — P. 55—78. — doi:10.2307/311184. — JSTOR 311184.
- Meeus A. What We Do Not Know About the Age of the Diadochi: the Methodological Consequences of the Gaps in the Evidence // After Alexander. The time of the diadochi (323–281 BC) (англ.) / edited by Víctor Alonso troncoso and edward M. Anson. — Oxford: Oxbow Books, 2013. — P. 84—98. — ISBN 978-1-84217-509-5.
- Mortensen C. Harmony or Hatred? The Inter-relationship of Philip’s Wives (англ.) // Αρχαία Μακεδονία. — 1999. — Vol. 6. — P. 797—805.
- Ogden D. Polygamy, Prostitutes and Death the Hellenistic Dynasties (англ.). — London: Duckworth&Co, Ltd., 1999. — ISBN 0715629301.
- Tronson A. Satyrus the Peripatetic and the Marriages of Philip II (англ.) // The Journal of Hellenic Studies. — The Society for the Promotion of Hellenic Studies, 1984. — Vol. 104. — P. 116—126. — doi:10.2307/630283. — JSTOR 630283.